# Тунчжи (энциклопедия)
| Десять энциклопедий традиционного Китая | Десять энциклопедий традиционного Китая | Десять энциклопедий традиционного Китая | Десять энциклопедий традиционного Китая | Десять энциклопедий традиционного Китая |
| --------------------------------------- | --------------------------------------- | --------------------------------------- | --------------------------------------- | --------------------------------------- |
| №                                       | Название                                | Эпоха                                   | Составитель                             | Томов                                   |
| 1                                       | Тундянь                                 | Тан                                     | Ду Ю                                    | 200                                     |
| 2                                       | Тунчжи                                  | Сун                                     | Чжэн Цяо                                | 200                                     |
| 3                                       | Вэньсянь Тункао                         | Юань                                    | Ма Дуаньлинь                            | 348                                     |
| 4                                       | Сюй Тундянь                             | Цин                                     | Цзи Хуан, Лю Юн                         | 150                                     |
| 5                                       | Сюй Тунчжи                              | Цин                                     | Цзи Хуан, Лю Юн                         | 640                                     |
| 6                                       | Сюй Вэньсянь Тункао                     | Цин                                     | Чжан Тинъю                              | 250                                     |
| 7                                       | Цинчао Тундянь                          | Цин                                     | Цзи Хуан, Лю Юн                         | 100                                     |
| 8                                       | Цинчао Тунчжи                           | Цин                                     | Цзи Хуан, Лю Юн                         | 126                                     |
| 9                                       | Цинчао Вэньсянь Тункао                  | Цин                                     | Чжан Тинъю                              | 300                                     |
| 10                                      | Цинчао Сюй Вэньсянь Тункао              | Республика                              | Лю Цзиньцзао                            | 400                                     |

Тунчжи (кит. 通志) — одна из крупнейших китайских энциклопедий средневековья. Составлена учёным-отшельником Чжэном Цяо в эпоху Сун. Труд был официально опубликован в 1161 году.
Тунчжи составила 200 цзюаней и 3 цзюаня указателей. Всего она содержала 20 тем.
В «Тунчжи» Чжэн Цяо впервые образцово систематизировал такие отрасли, как историческая филология, фонетика, развитие семей и кланов. Его труд стал моделью для последующих энциклопедий. Глава «Об изображениях» вызывает значительный интерес историков и теоретиков искусства. Подход к истории иероглифического письма у Чжэна Цяо выделяется качеством научного исследования на фоне современных ему работ. Чжэн Цяо посвятил письменности отдельный значимый раздел, «6 правил составления иероглифов».
Чжэн Цяо был критически настроен по отношению к наследию прошлого и стремился по возможности делать выводы из собственного опыта, что было необычно как для китайской традиционной культуры, так и для средневековья в целом. Например, он стремился писать о насекомых и растениях, основываясь на непосредственном опыте, а не трудах предшественников.
В своём подходе к отраслям человеческого знания (по которым разделена «Тунчжи») Чжэн Цяо исходил из соотношения «полноты» и «недостаточности». При этом ряд авторов отмечает, что Чжэн Цяо концентрировался на том, чтобы показать историческое развитие, что роднит его с деятелями науки гораздо более позднего времени, использовавшими концепцию прогресса.
«Тунчжи» стала одной из «трёх энциклопедий» (Саньтун) и часто издавалась вместе с двумя другими, «Тундянь» танского Ду Ю и «Вэньсянь-тункао» юаньского Ма Дуаньлиня. В этом контексте её высоко оценивал, в частности, Мао Цзэдун.

## Об изображениях 图谱略
Глава «Краткий обзор иллюстрированных трактатов» исследует использование иллюстраций в технических мануалах. Примечательно, что иллюстрации ту отдаётся первенство в передаче значения: Чжэн Цяо использует классическую текстильную метафору, утверждая, что иллюстрации это «основа» цзин 經 (продольные, более прочные нити ткани), а вербальное содержание — «уток» вэй 緯 (поперечные нити).